# Exocarpos phyllanthoides
Exocarpos phyllanthoides là một loài thực vật có hoa trong họ Santalaceae. Loài này được Endl. mô tả khoa học đầu tiên năm 1833.